# Saga degli Ynglingar
La Saga degli Ynglingar (in norreno Ynglinga saga) è un'opera scritta in antico nordico ( norreno) intorno al 1225 dal poeta islandese Snorri Sturluson. Egli per la stesura si basò su un'altra opera precedente, l'Ynglingatal, attribuito al poeta norvegese scaldo del IX secolo Þjóðólfr da Hvinir e comparso anche nella Historia Norvegiæ.

## La saga
La Saga degli Ynglingar è la prima parte dell'opera di Snorri sugli antichi re norvegesi, l'Heimskringla. Narra della storia più antica degli Ynglingar (gli "Scylfings" del Beowulf); fu tradotta per la prima volta in inglese e pubblicata nel 1844.
La saga narra dell'arrivo degli dei norreni in Scandinavia e di come Freyr fondò la dinastia degli Ynglingar a Uppsala. Poi la saga segue la linea dei re svedesi fino a Ingjald, dopo cui i suoi discendenti si stanziarono in Norvegia e divennero gli antenati del re norvegese Harald il Chiaro.